# 乌尊镇
乌尊镇，是中华人民共和国新疆维吾尔自治区阿克苏地区库车市下辖的一个乡镇级行政单位。

## 行政区划
乌尊镇下辖以下地区：
阿提其村、亚贝希村、英尼和村、乌尊一村、乌尊二村、乌尊艾日克村、英吐尔一村、英吐尔二村、博斯坦村、布喀其村、玉其喀拉一村、玉其喀拉二村、果勒日克村、库木鲁艾日克村、塔格其村、色根苏盖提一村、色根苏盖提二村、色根苏盖提三村、色根苏盖提四村和克其力克农场村。